# Domani (quotidiano)
Domani è un quotidiano italiano d'informazione con sede a Roma. È edito da Carlo De Benedetti, pubblicato dalla Editoriale Domani S.p.A. e distribuito da RCS MediaGroup.
Il direttore del quotidiano è, dal 6 aprile 2023, Emiliano Fittipaldi.

## Storia
Fondato da Carlo De Benedetti, in passato editore del quotidiano La Repubblica, e diretto da Stefano Feltri, già vicedirettore de Il Fatto Quotidiano dal 2015 al 2019, appare nelle edicole il 15 settembre 2020. Il primo numero è composto da venti pagine ed il nuovo quotidiano si colloca nell'area del centro-sinistra.
Superata la fase di lancio sostenuta dalla società per azioni, finanziata e controllata da De Benedetti, il giornale dovrebbe, come dichiarato dal direttore Stefano Feltri, essere guidato da una fondazione che dovrebbe consentire indipendenza ed autonomia. Lo stesso Feltri ha dichiarato di vendere una media di 14 000 copie al giorno oltre a 7-8 000 abbonamenti digitali.
Ad appena un mese e mezzo dall'uscita, a fine ottobre 2020, si dimette il presidente della società editrice, Luigi Zanda, per il conflitto di interessi tra il suo ruolo di senatore del Partito Democratico e la linea del giornale critica nei confronti del governo Conte II, in cui il PD fa parte della maggioranza. Al suo posto Antonio Campo Dall'Orto, ex direttore generale della Rai.
Il 6 aprile 2023 il consiglio di amministrazione di "Editoriale Domani S.p.A." promuove Emiliano Fittipaldi, già vicedirettore di Domani, come direttore del quotidiano al posto di Stefano Feltri.

## Direttori
- Stefano Feltri (15 settembre 2020 – 6 aprile 2023)
- Emiliano Fittipaldi (6 aprile 2023 – in carica)